# Futbol'nyj Klub Mordovija 2017-2018
Questa voce raccoglie le informazioni riguardanti il Futbol'nyj Klub Mordovija  nelle competizioni ufficiali della stagione 2017-2018.

## Stagione
Dopo la retrocessione della precedente stagione, la squadra vinse il proprio girone di PPF Ligi, riuscendo a tornare immediatamente in seconda serie.

## Rosa
| N. |                   | Ruolo | Calciatore          |
| -- | ----------------- | ----- | ------------------- |
| 1  | Russia (bandiera) | P     | Denis Shebanov      |
| 2  | Russia (bandiera) | D     | Ruslan Navletov     |
| 3  | Russia (bandiera) | D     | Evgeni Strelov      |
| 5  | Russia (bandiera) | D     | Pavel Derevyagin    |
| 6  | Russia (bandiera) | D     | Nikita Nikolaev     |
| 7  | Russia (bandiera) | C     | Aleksandr Krendelev |
| 8  | Russia (bandiera) | A     | Maksim Astafjev     |
| 9  | Russia (bandiera) | A     | Ivan Lukjanov       |
| 10 | Russia (bandiera) | A     | Michail Markin      |
| 11 | Russia (bandiera) | A     | Aleksandr Ermakov   |
| 12 | Russia (bandiera) | C     | Leonid Reshetnikov  |
| 13 | Russia (bandiera) | C     | Denis Sobolev       |
| 15 | Russia (bandiera) | C     | Maksim Zyuzin       |

| N. |                   | Ruolo | Calciatore          |
| -- | ----------------- | ----- | ------------------- |
| 17 | Russia (bandiera) | C     | Sergey Vaganov      |
| 19 | Russia (bandiera) | D     | Radik Yusupov       |
| 21 | Russia (bandiera) | A     | Maksim Zhestkov     |
| 23 | Russia (bandiera) | A     | Ruslan Mukhametshin |
| 31 | Russia (bandiera) | P     | Roman Kalyuzhnyi    |
| 34 | Russia (bandiera) | D     | Renat Sabitov       |
| 44 | Russia (bandiera) | D     | Maksim Shorkin      |
| 71 | Russia (bandiera) | A     | Artur Shleermakher  |
| 87 | Russia (bandiera) | D     | Yuriy Lebedev       |
| 94 | Russia (bandiera) | D     | German Povetkin     |
| 96 | Russia (bandiera) | A     | Vladislav Adaev     |
| 98 | Russia (bandiera) | D     | Ilya Kuzin          |

## Risultati

### Kubok Rossii
| Arbitro: | Dmitri Sukhov |

|  |           |                        |
|  | Marcatori | 90’ Ruslan Galiakberov |

### Campionato
| Arbitro: | Dmitri Veselov |

|  |           |                                |
|  | Marcatori | 81’ (rig.) Aleksandr Krendelev |

| Arbitro: | Aleksey Avtukhovich |

|                         |           |                         |
| Aleksandr Kuznetsov 60’ | Marcatori | 80’ Ruslan Mukhametshin |

| Arbitro: | Kirill Silantjev |

|                  |           |                        |
| Denis Uryvkov 9’ | Marcatori | 40’ Leonid Reshetnikov |

| Arbitro: | Vladislav Rybakov |

|                                                        |           |                            |
| Aleksandr Krendelev 42’ (rig.) Ruslan Mukhametshin 61’ | Marcatori | 83’ (rig.) Aznaur Geryugov |

| Arbitro: | Dmitri Sukhov |

|  |           |                     |
|  | Marcatori | 54’ Vladislav Adaev |

| Arbitro: | Igor Nizovtsev |

|                                           |           |  |
| Sergey Vaganov 8’ Ruslan Mukhametshin 71’ | Marcatori |  |

| Arbitro: | Egor Egorov |

|  |           |                                             |
|  | Marcatori | 48’ Maksim Astafjev 84’ Ruslan Mukhametshin |

| Arbitro: | Ranel Ziyakov |

|                                            |           |  |
| Michail Markin 55’ Ruslan Mukhametshin 77’ | Marcatori |  |

| Arbitro: | Aleksandr Borisov |

|  |           |                                |
|  | Marcatori | 65’ (rig.) Aleksandr Krendelev |

| Arbitro: | Mikhail Nebogatikov |

|                         |           |  |
| Ruslan Mukhametshin 26’ | Marcatori |  |

| Arbitro: | Anton Frolov |

|  |           |                     |
|  | Marcatori | 65’ Maksim Astafjev |

| Arbitro: | Evgeni Galimov |

|                                                               |           |  |
| Vladislav Adaev 12’ Aleksandr Krendelev 35’ Denis Sobolev 54’ | Marcatori |  |

| Saransk 14 ottobre 2017, ore 16:00 14ª giornata | Mordovija     | 0 – 0 referto | Neftechimik | Stadio Start (1.113 spett.)\| Arbitro: \| Sergey Cheban \| |
| Arbitro:                                        | Sergey Cheban |               |             |                                                            |

| Arbitro: | Igor Nizovtsev |

|                                                                              |           |  |
| Viktor Kuryshev 3’ (aut.) Ruslan Baytukov 51’ (aut.) Artem Gafner 53’ (aut.) | Marcatori |  |

| Arbitro: | Dmitri Sukhov |

|  |           |                                                                    |
|  | Marcatori | 44’, 65’ Markin 72’ (rig.) Ruslan Mukhametshin 85’ Maksim Astafjev |

| Arbitro: | Roman Safyan |

|                                |           |  |
| Markin 26’ Maksim Astafjev 90’ | Marcatori |  |

| Zelenodol'sk 15 aprile 2018, ore 00:00 19ª giornata | Anzi-Junior Zelenodolsk | 0 – 3 referto | Mordovija | Komsomolets Stadion von Kolotov |

| Saransk 21 aprile 2018, ore 17:00 20ª giornata | Mordovija         | 0 – 0 referto | Zenit-Iževsk | Stadio Start (13.500 spett.)\| Arbitro: \| Aleksandr Borisov \| |
| Arbitro:                                       | Aleksandr Borisov |               |              |                                                                 |

| Arbitro: | Evgeni Galimov |

|                                                                 |           |                                                               |
| Georgiy Zhuravlev 11’ Georgiy Zhuravlev 38’ Nikita Kirsanov 58’ | Marcatori | 43’ (rig.) Ruslan Mukhametshin 45’ (rig.) Ruslan Mukhametshin |

| Arbitro: | Ivan Sidenkov |

|  |           |                        |
|  | Marcatori | 33’ Ruslan Galiakberov |

| Arbitro: | Dmitri Sukhov |

|  |           |                                                        |
|  | Marcatori | 25’ (rig.) Ruslan Mukhametshin 48’ Aleksandr Krendelev |

| Arbitro: | Aleksey Amelin |

|                                |           |  |
| Ruslan Mukhametshin 14’ (rig.) | Marcatori |  |

| Arbitro: | Vladislav Rybakov |

|                   |           |                                |
| Ilya Altyshev 12’ | Marcatori | 60’ (rig.) Aleksandr Krendelev |

| Arbitro: | Anton Frolov |

|                                           |           |  |
| Renat Sabitov 16’ Ruslan Mukhametshin 38’ | Marcatori |  |